# Богач Павло Іванович
Павло́ Іва́нович Бо́гач (нар. 1870 — пом. 1916) — український громадський діяч, депутат Державної думи Російської імперії I-го скликання.
Народився в місті Сокиряни, Хотинського повіту Бессарабської губернії.
Селянин містечка Сокиряни, Хотинського повіту. Хлібороб з нижчою освітою, закінчив сільське училище. Поміркований, безпартійний.
Входив до складу Української думської громади.